# Бомбардування Мінська

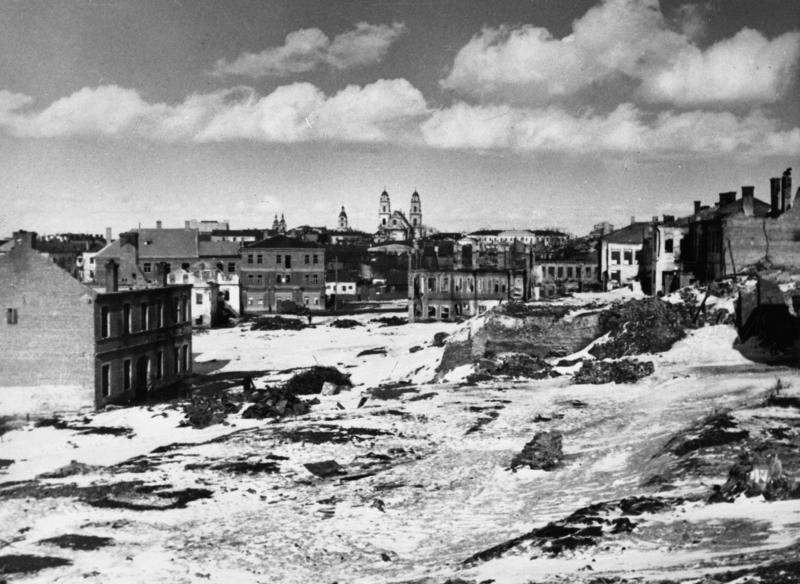
Мінськ після бомбардування

Бомбардування Мінська — серія нальотів німецької бомбардувальної авіації в червні 1941 року на столицю Білоруської РСР місто Мінськ в ході Другої світової війни.

## Бомбардування
Перші бомби впали на вулиці Мінська 22 червня 1941 року. 23 червня німецькі літаки з'являлися над містом 11 разів, але бомбили тільки район залізничного вокзалу та аеродроми.
Вранці 24 червня почалися масовані бомбардування Мінська (три хвилі бомбардувальників по 47 літаків). Нальоти на місто тривали до 9:00 вечора з періодичністю 20-30 хвилин. В цей день були виведені з ладу електропостачання і водопровід, зупинилися трамваї, припинили роботу хлібозавод і магазини. Пожежами була охоплена вся східна частина міста і його центр. У той час Мінськ був в основному дерев'яним, тому вогонь блискавично перекидався від будівлі до будівлі. Пожежні загони Цивільної оборони боролися з вогнем, витягали поранених з-під повалених будівель, але істотно на поширення пожеж вони не вплинули.
Нальоти на місто тривали до 27 червня, а 28 червня в місто увійшли німецькі війська.

## ППО
Зенітні гармати 7-ї бригади ППО, що обороняла Мінськ, не змогли протистояти удару німецької авіації. Не вистачало снарядів, крім того, частину зенітно-артилерійських полків бригади війна застала на табірних зборах в Крупках. Тільки 25 червня вони змогли прибути для підкріплення, але було вже пізно. 26 червня обстановка в районі Мінська різко погіршилася, і бригада отримала наказ відходити на Борисов.

## Результати бомбардування
У ході бомбардування було зруйновано 80 % житлової забудови, повністю знищений центральний район міста і залізничний вузол. З 330 промислових підприємств були зруйновані 313. В деяких місцях завали не були розчищені аж до кінця війни. Точне число людських жертв підрахувати не можливо, тому що багато жителів загинули в завалах під будівлями, що обрушилися (будівництво бомбосховищ планувалося почати лише восени). Прийнято вважати, що тільки 24 червня 1941 року в Мінську загинуло понад 1000 осіб